# Pharaphodius moderatus
Pharaphodius moderatus är en skalbaggsart som beskrevs av Rudolph Petrovitz 1967. Pharaphodius moderatus ingår i släktet Pharaphodius och familjen Aphodiidae. Inga underarter finns listade i Catalogue of Life.